# Ester Norinder-Zadig
Ester Norinder-Zadig, egentligen Ester Margareta Zadig, ogift Norinder, född 25 december 1899 i Alingsås stadsförsamling i dåvarande Älvsborgs län, död 18 december 1922, var en svensk författare. Hennes bok Lilla Esters diktbok: efterlämnade sagor och sånger från barn- och ungdomsår gavs ut postumt två år efter hennes död.
Ester Norinder-Zadig var dotter till grosshandlaren Edgar Norinder och Anna Lenander i Alingsås. Efter föräldrarnas skilsmässa flyttade hon med modern till Stockholm 1911 och till Varberg 1918.
Hon gifte sig sedan med direktören Viggo Zadig  (1880–1973)  och kom till Malmö. Hon var mor till skådespelaren Fylgia Zadig  (1921–1994).
Hon är begravd på Malmö östra kyrkogård tillsammans med maken.